# بخش گرین (شهرستان ماهونینگ، اوهایو)
بخش گرین (به انگلیسی: Green Township) یک منطقهٔ مسکونی در ایالات متحده آمریکا است که در شهرستان ماهونینگ، اوهایو واقع شده‌است. بخش گرین ۸۰٫۹ کیلومتر مربع مساحت و ۳٬۵۳۲ نفر جمعیت دارد و ۳۷۲ متر بالاتر از سطح دریا واقع شده‌است.